# Франц Беке
Франц Беке (на немски: Franz Bäke) е немски офицер и танков ас. Участва в боевете през Първата световна война, но става известен с командването си тежките танкови части през Втората световна война. Част от военния резерв, Беке е зъболекар в цивилния живот, получава своя докторат по зъбна медицина през 1923 г.

## Биография

### Ранен живот и Първа световна война (1914 – 1918)
Беке е роден на 28 февруари 1898 година в град Шварценфелс в близост до Фулда, провинция Хесен. След като завършва училище и получава отлични оценки, Беке планира медицинска кариера. През август 1914 г., избухването на Първата световна война променя плановете му. През май 1915 г. Беке се записва доброволец в германската армия. Той е зачислен към 3-ти пехотен полк, разположен в Кьолн. След основното обучение е прехвърлен в 11-и пехотен полк, който взема участие в боевете на Западния фронт. По време на службата си в тази част той е повишен до ефрейтор (на немски: Gefreiter). Награден с Железен кръст 2-ра степен за проявена смелост по време на бой в битките край Вердюн, за градовете Флери и Тиамонт. В началото на 1916 г., отново е повишен, този път до чин фелдфебел.
Средата на 1916 г. Беке приема предложението да стане офицерски кадет и е прехвърлен към 10-и пехотен полк. През ноември 1916 г. е преместен в артилерията и служи със 7-и артилерийски полк. В началото на 1918 г. е ранен на два пъти и се завръща на фронта през септември. След обявяването на примирието Беке остава в армията до демобилизацията си през януари 1919 г.

### Междувоенен период
След като е освободен от военна служба, Беке се завръща към обучението си по медицина. По време на първия си семестър в университета той се замесва с Фрайкорпс (Freikorps, доброволчески отряд), но скоро насочва цялото си внимание към учението. През 1922 г. взема официалните изпити и през 1923 г. получава доктората си по зъбна медицина и правото на професионален префикс през името. След получаване на акредитивните си писма, установява собствена зъболекарска практика в Хаген, която се оказва доста успешна.
Беке остава погълнат от зъболекарската си практика по време на бурните събития от 1933 – 1936 г., но в началото на 1937 г. подава молба за връщане в резерва, и бива приет на 1 април 1937 г. Получава ранга си, офицер кадет, от Първата световна война и е зачислен към 6-и разузнавателен отряд. Участва в широкомащабните маневри в края на април 1937 г. Извикан е отново да участва в подобно учение през юни 1937 г. След тези две големи учения Беке се завръща към зъболекарската си практика, прекарвайки известно време в запасно обучение, до декември 1937 г., за да получи ранг лейтенант. Скоро след това е мобилизиран за редовна служба като офицер.
На 1 януари 1938 г. Беке е прехвърлен към 65-и танков батальон, където служи като взводен командир на формация от леката колона. По време на безкръвната инвазия над Судетска област, той служи като заместник командир на рота – 3-та рота от 65-и танков батальон.

### Втора световна война (1939 – 1945)
При избухването на войната на 1 септември 1939 г., Беке все още служи в 65-и танков батльон. В началото на Полската кампания, е командир на лека колона по време на началните операции, а след това е прехвърлен като командир на взвод във втора рота на същия батальон. Екипиран с чешките танкове Panzer 35(t), този батальон бива прикачен към 1-ва лека дивизия с командващ генерал Вернер Кемпф на 12 септември. Беке завършва кампанията в частта под негово командване, известна като танкова дивизия Кемпф. Показва обещаващи качества като танков командир по време на кампанията и на 1 ноември 1939 г. е повишен до оберлейтенант, и получава командването на 1-ва рота. През октомври 1939 г. 1-ва лека дивизия е преструктурирана в 6-а танкова дивизия. 65-и танков батальон става съществена част от новата дивизия. На 1 май 1940 г. Беке е повишен до ранг хауптман.
На 10 май 1940 г. Беке и 6-а танкова дивизия участват в битката за Франция. 6-а танкова дивизия става част от танкова група „Гудериан“, формирование с размер на армия, чиято цел е атака през Ардените и обкръжаване на съюзническите сили участващи в боевете в Белгия. По време на блицкрига Беке командващ 1-ва рота, превзема неповреден мост над река Маас при Аркес. През следващите седмици по време на битка той бива ранен на два пъти (на 17 и 19 май) и получава златна Значка за раняване. За действията си довели до превземането на моста, Баке е награден с орден „Железен кръст“ първа степен.

#### Операции „Барбароса“ и „Тайфун“
След кампанията на запад, 6-а танкова дивизия е прехвърлена в Източна Прусия, където се възстановява в подготовка за наближаващата офанзива срещу Съветския съюз. Беке е зачислен към щаба на 11-и танков полк и отговаря за изтеглянето на повредените танкове. С началото на Операция Барбароса на 22 юни 1941 г., 6-а танкова дивизия като част от група армии „Север“ атакува в посока Ленинград, където участва в тежки боеве. На 1 август 1941 г. Баке е повишен до ранг майор.
Работата по изтегляне на повредените танкове е едновременно трудна и опасна. Най-често под прикритието на тъмнината, повредените или изоставени танкове трябва да бъдат достигнати и извлечени до дивизионната ремонтна работилница, където да бъдат поправени. Тези танкове най-често се намират в близост до врага и е било необходимо да се вземат мерки да се издава възможно най-малък шум. Германската система за ремонт на танкове е много ефективна в началото на войната, танковете са извличани, поправяни и готови за битка в рамките на 24 часа.
През октомври 1941 г. 6-а танкова дивизия е прехвърлена към група армии „Център“, където става част от 3-та танкова група под командването на генерал Ханс-Георг Рейнхард. Тази група е натоварена с Операция Тайфун, офанзива насочена към превземането на Москва. На 27 ноември елементи от 3-та танкова група достигат Волга, само на 19 мили от Москва. Съветската съпротива нараства и офанзивата се проваля.
През ноември 1941 г. Беке е назначен за ординарец–офицер към 11-и танков полк. Тази позиция е отговорна за завършването на специални мисии. Това назначение изисква от Беке да командва групи със специално предназначение в опасни и важни мисии. 6-а танкова дивизия завършва кампанията като част от 4-та танкова група на генерал Ерих Хопнер, които служат за резерв на група армии „Център“, за да не позволят пробив във фронта при ожесточените съветски контраатаки. Танковете и хората от дивизията страдат силно от студа, но въпреки това успяват да продължат да функционират през зимата на 1941/42 г.

#### Превъоръжаване (стабилизиране на Източния фронт)
След края на защитните зимни боеве край Москва, силно изтощената 6-а танкова дивизия се завръща във Франция за почивка и превъоръжаване. На 1 юни 1942 г. Беке е повишен до командир на 2-ра рота от 11-и танков полк. Прекарва по-голямата част от 1942 г. ръководейки възстановяването на отслабената рота и запознавайки се с новото си командване.
След обкръжаването на германската 6-а армия при Сталинград, 6-а танкова дивизия вече напълно възстановена е изпратена в Украйна да се присъедини към група армии „Дон“ под командването на генерал-полковник Ерих фон Манщайн, които се опитват да спрат настъпващите съветски сили. Дивизията достига фронта през декември 1942 г. и веднага е хвърлена в тежки боеве, участвайки в неуспешния опит да се освободи 6-а армия, Операция Зимна буря. Беке командващ 2-ра рота от 11-и танков полк показва отлични умения като танков командир, нанасяйки тежки загуби на напредващите съветски сили по време на отстъплението към Харков и предотвратява широкомащабен пробив. На 11 януари 1943 г. Беке е награден с Рицарски кръст за своите действия по време на тези битки.
Дивизията участва в боевете в опит да се превземе обратно Харков. Представянето на ротата на Беке, биеща се заедно с 2-ри СС танков корпус и танкова дивизия Гросдойчланд, е равно на бойната репутация на тези елитни части. След унищожението на мобилна група Попов и превземането на града, 6-а танкова дивизия е прикачена към армейска група Кемпф. През май дивизията е изтеглена, за да служи като резерв докато се възстанови. До този момент Беке си изгражда репутацията на един от най-способните танкови командири в германската армия.

#### Курск (Танков полкБеке)
През юни 6-а танкова дивизия е прикачена към 4-та танкова армия под командването на фелдмаршал Херман Хот. Тя отговаря за формирането на южния фронт при атаката при Курск, Операция Цитадела. Беке води своята рота през тежките боеве срещу окупаните съветски войски в близост до Белгород. На 13 юли 1943 г. е ранен, но остава със своята част. На 14 юли командирът на 11-и танков полк е тежко ранен и командването на полка е поверено временно на Беке. По време на ожесточените танкови битки, Беке води частта смело и доказва, че е повече от способен. Офанзивата е прекратена на 13 август 1943 г. и полкът на Беке участва в тежки боеве по време на отстъплението до Днепър. За действията си по време на операция Цитадела, той е награден с Дъбови листа към Рицарския кръст.
На 1 ноември 1943 г. Беке е повишен до ранг оберстлейтенант и командването му над полка е потвърдено официално. През декември 1943 г. получава заповед да започне сформиране на специален подсилен танков полк наречен тежкотанков полк „Беке“. Той се състои от голям брой танкове Пантера и Тигър, поддържани от самоходна артилерия и механизиран инженерен батальон. Целта на полка е да се използва като пожарникарска бригада в южния сектор на Източния фронт. През януари 1944 г. Беке командва своя полк по време на битките при Белабоновския чувал. По време на пет дневните боеве, на полка се преписват 267 унищожени съветски танка със загубата само на един Тигър и четири Пантери. Беке самостоятелно унищожава три съветски танка по време на битката, като използва пехотни оръжия от близко разстояние, за което получава Значка за унищожен танк, която се носи на горния десен ръкав.
След това полкът е изпратен в района на Корсун-Черкаси, където група Стемерман е обкръжена в Черкаския чувал. Заедно с 1-ва СС танкова дивизия Адолф Хитлер, полкът на Беке е хвърлен в битката, за да осигури коридор за отстъпление. По време на боевете танковете на Беке отварят път за бягство и го задържат до успешното изтегляне на голяма част от обкръжените германци.
На 14 февруари 1944 г. за действията си по време на тези битки Беке получава Мечове към Рицарския кръст. През март, полкът е обкръжен в Каменец-Подолския чувал заедно с цялата 1-ва танкова армия. Частта под командване на Беке оформя един от авангардите движещ се на изток в опит да се пробие обкръжението и установява връзка с 2-ри СС танков корпус, създавайки път за бягство.

#### Танков корпус Фелдхернхале
На 1 май 1944 г. Беке е повишен до ранг оберст. Неговия полк участва в ожесточени защитни битки до края на месеца, след като е разпуснат, а различните формации се завръщат при първоначални си дивизии. Беке получава заповед да поеме на запад, за да поеме командването над 106-а танкова бригада Фелдернале, която е в процес на формиране в областта Баден. Тя е съставена от бивши членове на Sturmabteilung и като такъв Беке получава почетния ранг SA-sanitäts-standartenführer.
Бригадата е екипирана с последните модели Пантера и с батальон от напълно механизирана пехота. В битките срещу 3-та армия на генерал Джордж Патън, бригадата под командването на Беке се бие смело, спира няколко атаки и унищожава много американски танкове. През нощта на 7 – 8 септември 1944 г. Беке извършва зле организирана атака срещу американската 90-а пехотна дивизия край Аумец. Очаквайки американската пехота да побегне, когато немските танкове се окажат между тях, частите под негово командване се оказват зле разположени и под непрестанна атака от опитна пехота. До вечерта на 8 септември Беке губи 30 танка, 60 верижни машини, и близо 100 други превозни средства в тази битка. Загубите на пехота под негово командване са също тежки. Те докладват наличието само на 9 бронирани превозни средства и че силата на тази част е спаднала до 25 процента от първоначалното основаване. Въпреки усилията на бригадата, фронтовата линия постепенно е върната до първоначалното положение.
На 1 януари 1945 г. Беке е прехвърлен от резерв към активна служба. В края на януари той преминава през обучение за дивизионен командир и на 9 март получава командването на новосформираната танкова дивизия „Фелдернале 2“, след което е изпратен в Унгария. Дивизията на Баке води битки като част от танковия корпус Фелдернале по време на отстъплението през Унгария и Чехословакия. На 20 април е повишен до ранг генерал-майор. Води остатъците от своята дивизия в успешен пробив на запад и на 8 май 1945 г. се предава на американските войски.

### След войната
Беке прекарва няколко година като затворник. Бива освободен през 1950 г. Завръща се в Хаген и продължава своята зъболекарска практика. Занимава се с това до смъртта си, по време на катастрофа през 1978 г. Въоръжените сили на ГФР осигуряват почетна стража на неговото погребение.

## Военна декорация
| - Германски орден „Железен кръст“ (1914) – II степен (15 юли 1916) - Германска „Значка за раняване“ (?) – златна - Германска „Танкова значка“ – златна (IV степен) - Ръкавен знак за унищожен танк - Сребърна пластинка към ордена Железен кръст (1939) – II степен (26 септември 1939) - Германски орден „Железен кръст“ (1939) – I степен (1 юни 1940) | - Рицарски кръст с дъбови листа и мечове - Носител на Рицарски кръст (11 януари 1943) - Носител на Дъбови листа № 262 (1 август 1943) - Носител на Мечове № 49 (21 февруари 1944) - Упоменат в ежедневния доклад на Вермахтберихт (?) |